# MTERF
MTERF‏ (Mitochondrial transcription termination factor 1) هوَ بروتين يُشَفر بواسطة جين MTERF في الإنسان.
يُشفِّر هذا الجين عامل إنهاء النسخ في الميتوكوندريا. يُساهم هذا البروتين في إضعاف النسخ من جينوم الميتوكوندريا؛ مما يسمح بمستويات أعلى من التعبير عن الحمض النووي الريبوزي الريبوسومي 16S مقارنةً بجين الحمض النووي الريبوزي الناقل (tRNA) الموجود أسفله. يحتوي ناتج هذا الجين على ثلاثة أنماط من سحابات الليوسين، محاطة بمجالين أساسيين، جميعها ضرورية لربط الحمض النووي. هناك أدلة على أن هذه السحابات، بالنسبة لهذا البروتين، تُشارك في تفاعلات داخل الجزيء تُنشئ البنية ثلاثية الأبعاد اللازمة لربط الحمض النووي.